# Ouvrage de Saint-Roch
L'ouvrage de Saint-Roch est une fortification faisant partie de la ligne Maginot, située sur la commune de Sospel, dans le département des Alpes-Maritimes.
Il s'agit d'un gros ouvrage d'artillerie, qui avait pour mission avec son voisin l'ouvrage de l'Agaisen de bloquer la « trouée de Sospel », axe qui mène du col de Tende à Nice. Il n'a pas participé directement aux combats de juin 1940 et est aujourd'hui visitable.

## Description
L'ouvrage de Saint-Roch est construit au sud-ouest de la petite ville de Sospel, sur la rive droite de la Bévéra, à environ 400 mètres d'altitude, presque en fond de vallée. Le bloc 4 borde directement la route menant au col de Braus (l'ancienne nationale 204 et actuelle D 2204).

### Position sur la ligne
Les fortifications françaises construites le long des frontières orientales dans les années 1930, surnommées la « ligne Maginot », étaient organisées en 24 secteurs, eux-mêmes subdivisés hiérarchiquement en plusieurs sous-secteurs et quartiers. L'ouvrage de Saint-Roch se trouve dans le secteur fortifié des Alpes-Maritimes (SFAM), plus précisément dans le sous-secteur de Sospel et le quartier de Braus.
Les défenses étaient organisées en profondeur : d'abord la frontière elle-même était surveillée par les points d'appui légers des sections d'éclaireurs-skieurs (les SES, y compris celles détachées des BCA). Ensuite, un peu plus en retrait, une série d'avant-postes forme une ligne de défense : chaque avant-poste, tenu par une section de fantassins, est de taille modeste (un seul dans le quartier : celui de Castès-Ruines). Puis encore un peu plus à l'ouest, à environ cinq kilomètres de la frontière, se trouve la « ligne principale de résistance », composée d'une succession d'ouvrages bétonnés : les plus gros étaient armés avec de l'artillerie et se soutenaient mutuellement en flanquement (dans le quartier, ce sont les ouvrages de l'Agaisen, de Saint-Roch et du Barbonnet), avec un petit ouvrage d'infanterie (celui du Champ-de-Tir-de-l'Agaisen) et neuf petites casemates dans les intervalles. Enfin, encore un peu plus en arrière, étaient implantées les installations de soutien, que ce soit les positions de tir de l'artillerie de position ou les installations logistiques (postes de commandement, dépôts de munitions, etc.).
La mission confiée à l'ouvrage était non seulement de participer à la continuité des tirs avec les ouvrages voisins pour former une ligne de résistance (il est couvert au nord par l'Agaisen et au sud par le Barbonnet, tous les deux sur des sommets), mais aussi d'assurer le barrage de la voie ferrée Sospel-Breil avec son canon de 75 mm et ses deux mortiers de 81 mm d'action frontale, le canon étant pointé dans l'axe de la sortie du tunnel de Grazian.

### Souterrains
Comme tous les autres ouvrages de la ligne Maginot, celui de Saint-Roch est conçu pour résister à un bombardement d'obus de très gros calibre. Les organes de soutien sont donc aménagés en souterrain, creusés au minimum sous douze mètres de roche, tandis que les organes de combat, dispersés en surface sous forme de blocs, sont protégés par d'épais cuirassements en acier et des couches de béton armé.
La caserne de temps de guerre, les salles des filtres à air, les systèmes de ventilation, les PC, le central téléphonique, la cuisine, les sanitaires, les magasins à munitions (notamment les M 2 au pied des blocs d'artillerie), les réservoirs d'eau, de gazole (de quoi tenir trois mois) et de nourriture sont tous en souterrain, reliés entre eux par une galerie équipée d'une voie ferrée étroite de 60 cm d'écartement où roulent des wagonnets poussés à bras (le modèle SE porte jusqu'à 600 kg : une caisse d'obus fait de 80 à 105 kg). Les entrées sont de plain-pied, tandis que les accès aux blocs se font par des puits avec escaliers et monte-charge. Le bloc 4 est relié au reste de l'ouvrage par un plan incliné menant à un puits de 18 mètres de haut.
L'alimentation électrique, nécessaire à l'éclairage et aux monte-charges, était fournie par une usine avec trois groupes électrogènes (un seul suffisait en régime normal), composés chacun d'un moteur Diesel SMIM 2 SR 19 (deux cylindres, fournissant 50 ch à 600 tr/min) couplé à un alternateur, complétés par un petit groupe auxiliaire (un moteur CLM 1 PJ 65, de 8 ch à 1 000 tr/min) servant à l'éclairage d'urgence de l'usine et au démarrage pneumatique des gros diesels. Le refroidissement des moteurs se fait par circulation d'eau.

### Blocs
En surface, les blocs sont dispersés pour réduire la taille des cibles. Chaque bloc de combat dispose d'une certaine autonomie, avec ses propres magasins à munitions, sa salle de repos, son PC, ainsi que son système de ventilation et de filtration de l'air. Étant donné que les positions de mise en batterie pour de l'artillerie lourde sont rares en montagne, le niveau de protection est moins important que dans le Nord-Est (les ouvrages construits en Alsace, en Lorraine et dans le Nord). Dans le Sud-Est (les Alpes), le niveau de protection pour les gros ouvrages est le no 3 (les petits ouvrages sont au no 2, voir au no 1 en haute-montagne) : les dalles des blocs font 2,5 mètres d'épaisseur (théoriquement à l'épreuve de deux coups d'obus de 300 mm superposés), les murs exposés 2,75 m, les autres murs, les radiers et les planchers un mètre. L'intérieur des dalles et murs exposés est en plus recouvert de 5 mm de tôle pour protéger le personnel de la formation de ménisque (projection de béton à l'intérieur, aussi dangereux qu'un obus).
Le bloc 1 se trouve sur le versant occidental. Il sert d'entrée mixte, avec deux portes sur la façade du bloc, une simple porte blindée pour le personnel et un pont-levis pour le matériel. Sa défense rapprochée est confiée à deux créneaux pour fusil-mitrailleur (FM), une cloche GFM (permettant de tirer au FM ou au mortier de 50 mm) et une goulotte lance-grenades. Les FM de l'ouvrage étaient chacun protégé par une trémie blindée et étanche (pour la protection contre les gaz de combat). Ils tirent la cartouche de 7,5 mm à balle lourde (modèle 1933 D de 12,35 g au lieu de 9 g pour la modèle 1929 C). Les armes étaient des MAC modèle 1924/1929 D, dont la portée maximale est de 3 000 mètres, avec une portée pratique de l'ordre de 600 mètres. L'alimentation du FM se fait par chargeurs droits de 25 cartouches, avec un stock de 14 000 par cloche GFM, 7 000 par FM de casemate et 1 000 pour un FM de porte ou de défense intérieure. La cadence de tir maximale est de 500 coups par minute, mais elle est normalement de 200 à 140 coups par minute,.
Le bloc 2 est juste au nord du bloc d'entrée ; il est équipé d'une seule cloche GFM, avec accès au bloc seulement par un puits de dix mètres avec une échelle scellée dans la paroi.
Le bloc 3 se trouve à l'extrémité nord-est de la crête : il sert d'observatoire, avec une cloche VDP (à « vue directe et périscopique », indicatif O 45) et une cloche lance-grenades (non équipée). L'accès au bloc se fait par puits de 31 mètres avec un escalier.

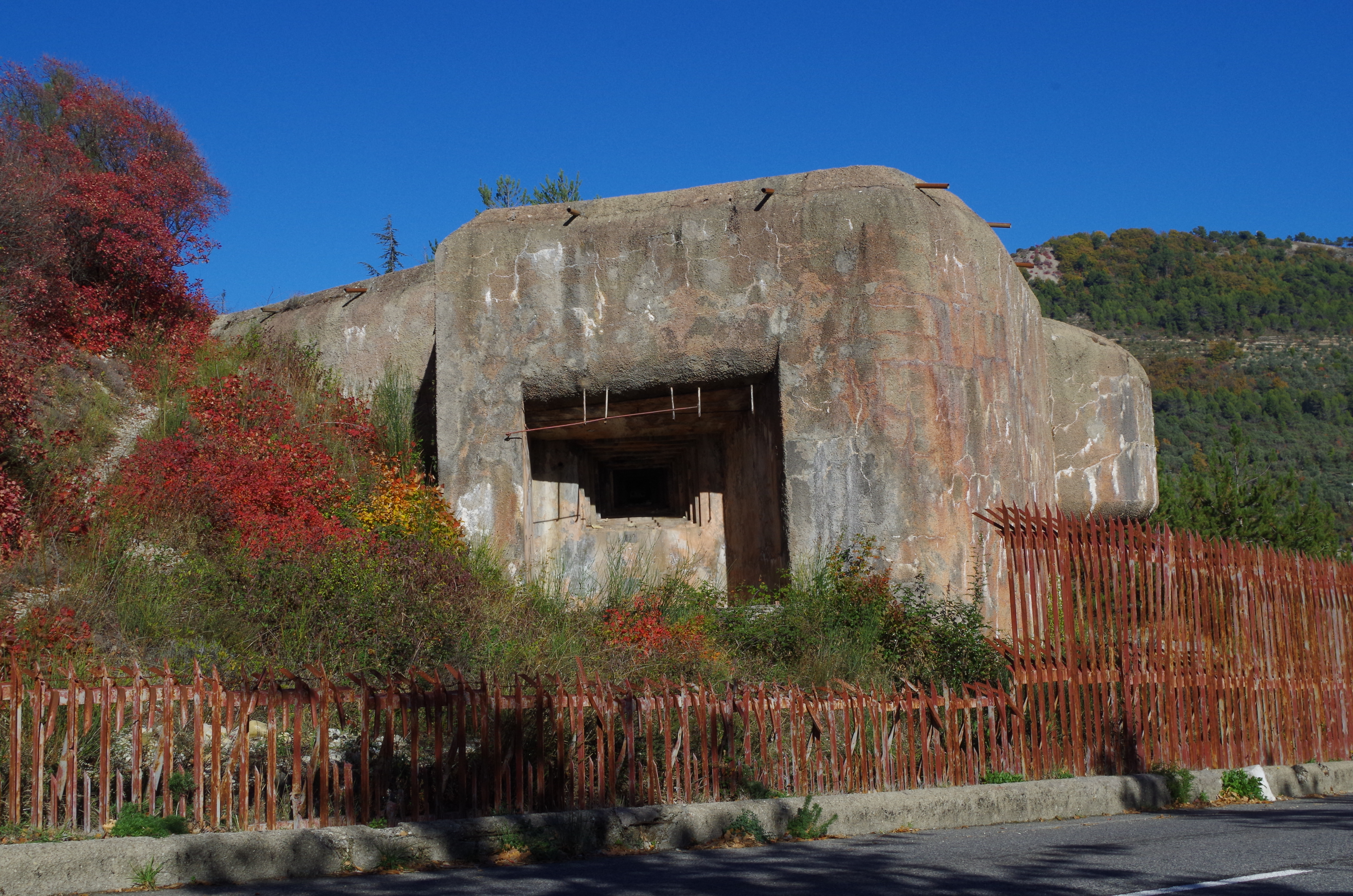
Bloc 4 de l'ouvrage de Saint-Roch.

Le bloc 4 est en contrebas du versant oriental, au bord de la route. C'est une puissante casemate d'artillerie, disposant d'un créneau pour un canon-obusier de 75 mm modèle 1929 d'action frontale, de quatre créneaux pour mortier de 81 mm (deux tirant frontalement, les deux autres en flanquement vers l'ouvrage de l'Agaisen), de deux créneaux pour jumelage de mitrailleuses (un flanquant vers l'Agaisen, l'autre vers le col Saint-Jean) et de trois cloches pour jumelage de mitrailleuses (deux frontales et une en flanquement vers l'Agaisen). La défense rapprochée est confiée à un fossé diamant (avec une issue de secours) et à deux créneaux FM. Les mitrailleuses tirent la même cartouche de 7,5 mm que les FM. C'étaient des MAC modèle 1931 F, montées en jumelage (JM) pour pouvoir tirer alternativement, permettant le refroidissement des tubes. La portée maximale avec cette balle (Vo = 694 m/s) est théoriquement de 4 900 mètres (sous un angle de 45°, mais la trémie limite le pointage en élévation à 15° en casemate), la hausse est graduée jusqu'à 2 400 mètres et la portée utile est plutôt de 1 200 mètres. Les chargeurs circulaires pour cette mitrailleuse sont de 150 cartouches chacun, avec un stock de 50 000 cartouches pour chaque jumelage. La cadence de tir théorique est de 750 coups par minute, mais elle est limitée à 450 (tir de barrage, avec trois chargeurs en une minute), 150 (tir de neutralisation et d'interdiction, un chargeur par minute) ou 50 coups par minute (tir de harcèlement, le tiers d'un chargeur). Le refroidissement des tubes est accéléré par un pulvérisateur à eau ou par immersion dans un bac.

## Histoire
Le premier avant-projet est émis le 25 février 1930, pour un ouvrage comportant seulement deux blocs, l'un servant d'entrée et l'autre de grosse casemate contenant trois canons, quatre mortiers et quatre jumelages de mitrailleuses. En mai 1930 est décidée la dispersion de l'armement dans trois blocs séparés (un bloc de flanquement vers l'Agaisen et deux blocs frontaux). Le 22 octobre 1930, la Commission d'organisation des régions fortifiées (CORF) ordonne le retour à une seule casemate d'artillerie, complété par de petits blocs équipés de cloches. Le bloc 5, prévu pour une cloche GFM, ne fut pas construit.
La construction de l'ouvrage a coûté un total de 12,7 millions de francs (valeur de décembre 1936).